# Tugarinovia mongolica
Tugarinovia mongolica Iljin, 1928 è una specie di pianta della famiglia delle Asteraceae. Questa specie è anche l'unica del genere Tugarinovia Iljin, 1928.

## Descrizione
Le specie di questo gruppo sono erbacee dioiche (i fiori maschili sono separati dai fiori femminili) perenni. Sono provviste di robusti fusti legnosi (un ceppo di 6 – 7 cm di diametro) circondati dai resti di persistenti piccioli lanati.
Le foglie, disposte in modo alterno e in rosette basali, profondamente dentate e spinose, hanno delle forme da pennatopartite a pennato-lobate con contorni ellittici, oblunghi o ovati. La superficie è ragnatelosa o lanata. Il picciolo è lungo 1,5 – 7 cm. Dimensione delle foglie: 3 – 15 cm x 1 – 4 cm.
Le infiorescenze sono composte da capolini decombenti per lo più solitari e avvolti da vistose brattee simili a foglie. I capolini, peduncolati e subscaposi, omogami e sporgenti lateralmente rispetto alle rosette basali, di tipo discoide, sono formati da un involucro a forma più o meno cilindrica composto da brattee (o squame) all'interno delle quali un ricettacolo fa da base ai fiori tutti tubulosi (in alcuni casi sono presenti anche dei fiori radiati). Le brattee dell'involucro disposte su più serie in modo embricato hanno forme diverse: spesso sono molto visibili, colorate e a forma radiata. Il ricettacolo è nudo, senza pagliette ma alveolato.
I fiori sono principalmente del tipo tubuloso. I fiori sono tetra-ciclici (ossia sono presenti 4 verticilli: calice – corolla – androceo – gineceo) e pentameri (ogni verticillo ha 5 elementi). I fiori sono actinomorfi. Quelli maschili si trovano su capolini più piccoli (1 cm di diametro) dei capolini formati da fiori femminili (2 cm di diametro).
- Formula fiorale:

- /x K {\displaystyle \infty }, [C (5), A (5)], G 2 (infero), achenio

Calice: i sepali del calice sono ridotti ad una coroncina di squame.
Corolla: le corolle dei fiori in genere sono corte.
Androceo: gli stami sono 5 con filamenti liberi, distinti e glabri, mentre le antere sono saldate in un manicotto (o tubo) circondante lo stilo. Le antere hanno delle lunghe appendici sericee.
Gineceo: lo stilo è filiforme e corto; gli stigmi dello stilo sono due divergenti. L'ovario è infero uniloculare formato da 2 carpelli.
Il frutto è un achenio con un pappo. L'achenio, lungo 8 – 10 mm e con forme obconiche, è densamente sericeo e il pericarpo è di tipo parenchimatico. Il pappo (persistente o deciduo) è formato da setole scabre connate all'interno di grandi squame (lunghezza del pappo: 1,5 cm).S

## Biologia
- Impollinazione: l'impollinazione avviene tramite insetti (impollinazione entomogama).
- Riproduzione: la fecondazione avviene fondamentalmente tramite l'impollinazione dei fiori (vedi sopra).
- Dispersione: i semi cadendo a terra (dopo essere stati trasportati per alcuni metri dal vento per merito del pappo – disseminazione anemocora) sono successivamente dispersi soprattutto da insetti tipo formiche (disseminazione mirmecoria).

## Distribuzione
Le specie di questa voce si trovano in Mongolia su pendii rocciosi, campi sabbiosi in pendenza o pendii ghiaiosi (altitudine: 800 - 1.500 metri sul livello del mare).

## Tassonomia
La famiglia di appartenenza di questa voce (Asteraceae o Compositae, nomen conservandum) probabilmente originaria del Sud America, è la più numerosa del mondo vegetale, comprende oltre 23.000 specie distribuite su 1.535 generi, oppure 22.750 specie e 1.530 generi secondo altre fonti (una delle checklist più aggiornata elenca fino a 1.679 generi). La famiglia attualmente (2021) è divisa in 16 sottofamiglie.
La tribù Cardueae a sua volta è suddivisa in 12 sottotribù (la sottotribù Carlininae è una di queste).

### Filogenesi
Nell'ambito della sottotribù il genere Tugarinovia occupa una posizione basale: formano un "gruppo fratello" con il resto della sottotribù.
I caratteri morfologici distintivi per le specie di questo genere sono: le piante sono dioiche; il ricettacolo è nudo e alveolato; i capolini maschili sono più piccoli di quelli femminili, e entrambi sono scaposi su pedicelli derivati lateralmente dalla rosetta basale.
Si conosce una varietà:
- Tugarinovia mongolica var. ovatifolia Y.Ling & Ma, 1979 - Distribuzione: